# El misterio de los Hunter
El misterio de los Hunter (en inglés, Hunter Street) es una serie de televisión de aventuras y comedia creada por Reint Schölvinck y Melle Runderkamp que se estrenó en Nickelodeon La serie está protagonizada por Stony Blyden, Mae Mae Renfrow, Kyra Smith, Thomas Jansen, y Daan Creyghton como un grupo de cinco chicos adoptivos que deben resolver un misterio para encontrar a sus padres adoptivos que desaparecieron. Wilson Radjou-Pujalte y Kate Bensdorp se unen al elenco en la segunda temporada de la serie, y Eliyha Altena y Sarah Nauta se unen al elenco en la tercera y cuarta temporadas.
La serie se renovó para una segunda temporada de 20 episodios el 25 de abril de 2017, que estrenó el 29 de enero de 2018. El 28 de julio de 2018, la serie se renovó para una tercera temporada de 30 episodios, la cual se estrenó el 29 de julio de 2019 y finalizó el 27 de septiembre del mismo año.

## Sinopsis
Después de pasar su primera noche en su nueva casa, Max, junto con sus nuevos hermanos Tess, Anika, Sal y Daniel se despiertan con la mala sorpresa de que sus padres adoptivos, Erik y Kate, han desaparecido. Para resolver el caso, los hermanos emprenden una búsqueda que los lleva a una aventura familiar épica y de suspense, incluyendo carreras de barcos a través de canales, explorando túneles secretos y descubriendo tesoros perdidos. Con obstáculos a cada paso, también deben luchar contra viejos rivales familiares y herederos duplicados para resolver el misterio.

## Elenco y personajes
| Actor                  | Personaje             | Temporadas | Temporadas | Temporadas | Temporadas |  |
| Actor                  | Personaje             | 1          | 2          | 3          | 4          |  |
| ---------------------- | --------------------- | ---------- | ---------- | ---------- | ---------- |  |
| Stony Blyden           | Max                   | Principal  | Principal  |            |            |  |
| Mae Mae Renfrow        | Tess                  | Principal  | Principal  |            |            |  |
| Kyra Smith             | Anika                 | Principal  | Principal  | Principal  | Principal  |  |
| Thomas Jansen          | Daniel                | Principal  | Principal  |            | Recurrente |  |
| Daan Creyghton         | Sal                   | Principal  | Principal  | Principal  |            |  |
| Wilson Radjou-Pujalte  | Jake                  |            | Principal  | Recurrente |            |  |
| Kate Bensdorp          | Evie                  |            | Principal  | Principal  | Principal  |  |
| Eliyha Altena          | Oliver                |            |            | Principal  | Principal  |  |
| Sarah Nauta            | Jasmyn                |            |            | Principal  | Principal  |  |
| Personajes recurrentes |                       |            |            |            |            |  |
| Ronald Top             | Erik Hunter           | Recurrente | Recurrente | Recurrente | Recurrente |  |
| Tooske Ragas           | Kate Hunter           | Recurrente | Recurrente | Recurrente | Recurrente |  |
| Yootha Wong-Loi-Sing   | Simone                | Recurrente | Recurrente |            |            |  |
| Zoë Harding            | Sophie                | Recurrente | Recurrente |            |            |  |
| Kees Hulst             | Rinus Saganash        | Recurrente | Recurrente |            |            |  |
| Barnaby Savage         | Tim                   | Recurrente | Invitado   |            |            |  |
| Tillman Galloway       | Mr. "Magpie" Browning | Invitado   | Invitado   | Recurrente |            |  |
| Alyssa Guerrouche      | Jennie                |            | Recurrente |            | Principal  |  |
| Mark Wijsman           | Jerry                 |            | Recurrente |            |            |  |
| Loveday Smith          | Diane                 |            | Recurrente | Recurrente |            |  |
| Cystine Carreón        | Dottie                |            |            | Principal  | Principal  |  |
| Thomas Cammaert        | Markus                |            |            | Recurrente | Recurrente |  |
| Charlie May            | Rex Legend            |            |            | Recurrente |            |  |
| Padraig Turley         | Florian               |            |            |            | Principal  |  |
| Reiky de Valk          | Josh                  |            |            |            | Principal  |  |
| Mimi Ferrer            | Miss Lucas            |            |            |            | Principal  |  |
| Max Van Kreij          | Mr. Simmons           |            |            |            | Recurrente |  |

## Episodios
| Temporada | Temporada | Episodios | Estreno original    | Estreno original         | Latinoamérica         | Latinoamérica           | España               | España                  |
| Temporada | Temporada | Episodios | Comienzo            | Final                    | Comienzo              | Final                   | Comienzo             | Final                   |
| --------- | --------- | --------- | ------------------- | ------------------------ | --------------------- | ----------------------- | -------------------- | ----------------------- |
|           | 1         | 20        | 13 de marzo de 2017 | 7 de abril de 2017       | 14 de mayo de 2018    | 8 de junio de 2018      | 15 de mayo de 2017   | 9 de junio de 2017      |
|           | Especial  | Especial  | 17 de marzo de 2017 | 17 de marzo de 2017      | 19 de mayo de 2018    | 19 de mayo de 2018      | 9 de junio de 2017   | 9 de junio de 2017      |
|           | 2         | 20        | 29 de enero de 2018 | 23 de febrero de 2018    | 2 de julio de 2018    | 27 de julio de 2018     | 2 de abril de 2018   | 27 de abril de 2018     |
|           | 3         | 30        | 29 de julio de 2019 | 27 de septiembre de 2019 | 21 de octubre de 2019 | 29 de noviembre de 2019 | 7 de octubre de 2019 | 15 de noviembre de 2019 |
|           | 4         | 20        | 19 de abril de 2021 | 20 de mayo de 2021       | 25 de octubre de 2021 | 19 de noviembre de 2021 | 7 de junio de 2021   | 2 de julio de 2021      |

## Producción
La serie fue confirmada para una temporada y 20 episodios el 21 de agosto de 2016, la cual fue filmada en Holanda por Blooming Media. La serie está basada en la comedia original de Nickelodeon en ese país De Ludwigs.
La serie se renovó para una segunda temporada de 20 episodios el 25 de abril de 2017. El 27 de julio de 2018, la serie se renovó para una tercera temporada de 30 episodios, la cual tuvo su estreno el 29 de julio de 2019.

## Recepción
El misterio de los Hunter tuvo un preestreno exclusivo el 11 de marzo de 2017, obteniendo una audiencia total de 1.82 millones de espectadores, siendo el programa infantil número #4 más visto ese día, solo detrás de los Nickelodeon Kids' Choice Awards, Henry Danger y Bob Esponja. La serie fue emitida de lunes a viernes, contando con 1.3 millones de espectadores por cada episodio. El episodio menos visto de la serie fue «Contact», estrenado el 24 de marzo de 2017 y atrajo a tan solo 1.05 millones de espectadores. El final de temporada fue la audiencia infantil más alta durante el día 7 de abril, con un total de 1.55 millones de espectadores, Hunter Street venció en audiencia a su gran competidor Disney Channel, que tuvo estrenos de nuevos episodios de Bunk'd, con un total de 0.84 millones de espectadores, Stuck in the Middle con un total de 1.1 millones de espectadores, Tangled: The Series con un total de 1 millón, y el estreno de Andi Mack con 1.24 millones de espectadores. El misterio de los Hunter le dio la victoria a Nickelodeon en audiencias durante ese día.